# Effet Meredith
L'effet Meredith est un phénomène par lequel la traînée aérodynamique produite par un radiateur se rafraîchissant peut être compensée par la conception des conduits de refroidissement, de façon telle qu'une poussée utile soit produite. Cet effet a été découvert dans les années 1930, et est devenu de plus en plus important au fur et à mesure que les vitesses des avions à moteur à pistons ont augmenté au cours de la décennie suivante. Il a aussi trouvé sa place - entre autres - dans les Formule 1.

## Principe de fonctionnement
L'effet Meredith se produit lorsque l'air s'écoulant à travers un conduit est chauffé par un échangeur, ou un radiateur contenant un fluide chaud tel que l'éthylène glycol. Typiquement, le fluide est un fluide de refroidissement évacuant par le radiateur le surplus de chaleur généré dans un moteur à combustion interne.
Pour que l'effet se produise, l'air doit se déplacer à une vitesse significative dans les conduits. Cet air est freiné lors du passage dans le radiateur, et est comprimé sous l'effet de la pression dynamique. Comme le flux d'air à travers le radiateur est chauffé, cela ajoute de l'énergie thermique à l'air et augmente encore la pression.
Lors de la sortie en aval du radiateur, l'air chaud encore sous pression exerce une force sur les parois du conduit. Si ce conduit d'échappement est de forme divergente, c'est-à-dire qu'il s'élargit vers l'arrière, l'air se dilate et se refroidit lors de son passage dans le conduit aval, avant de rejoindre le courant d'air externe. La force exercée sur les parois du conduit génère donc une  petite poussée vers l'avant. La poussée obtenue dépend de la différence de pression entre l'intérieur et l'extérieur du conduit.
Si la poussée générée est inférieure à la traînée aérodynamique de la canalisation du radiateur, cela ne fait que réduire la traînée aérodynamique du système, mais si la poussée générée dépasse la traînée aérodynamique, cela engendre une poussée.
L'augmentation de pression due au réchauffage freine l'écoulement de l'air entrant et si trop de chaleur est déversée dans un trop petit conduit voyageant à une vitesse trop faible, la pression élevée peut provoquer la stagnation de l'écoulement de l'air. Cela provoque à la fois une forte traînée et l'arrêt du cycle d'échange de chaleur.

## Histoire
F.W. Meredith était un ingénieur travaillant à la Royal Aircraft Establishment (RAE), à Farnborough. Sur la base de l'utilisation de l'éthylène glycol en tant que liquide de refroidissement du moteur, il s'est rendu compte que la chaleur perdue transmise à l'air dans un radiateur pouvait se récupérer. La chaleur ajoute de l'énergie à la circulation de l'air et, avec une conception soignée, cela peut être utilisé pour générer une poussée. Ses travaux ont été publiés en 1936.
Le phénomène a été reconnu comme « l'effet Meredith », et a été rapidement adopté par les concepteurs d'avions de chasse alors en cours, y compris le Supermarine Spitfire et le Hawker Hurricane, dont le moteur Rolls-Royce PV-12 (plus tard nommé Merlin) était refroidi par de l'éthylène glycol. Le prototype du Supermarine Spitfire (type 300) a effectué son premier vol le 6 mars 1936 (selon son pilote d'essai Geoffrey Quill).
L'effet Meredith était si minime pour des avions à forte traînée de refroidissement qu'il pouvait ne pas apparaître dans les bilans de traînée aérodynamique. Beaucoup d'ingénieurs n'en ont pas vu l'intérêt ou compris le principe de fonctionnement. Une erreur commune était que le moteur en étoile refroidi par air en bénéficierait plus, parce que ses ailettes seraient plus chaudes que le radiateur d'un moteur à refroidissement liquide. L'erreur perdurera jusqu’à 1949.

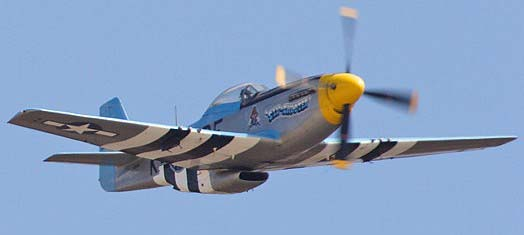
Le radiateur ventral du Mustang lui ajoute de la poussée grâce à l'effet Meredith

En Amérique, les essais en soufflerie du North American P-51 Mustang ont montré une réduction de la traînée quand le radiateur était chaud (moteur thermique en fonctionnement dans la soufflerie). North Aviation a attribué, après ces essais, cette réduction à l'effet Meredith en 1940.
L'effet Meredith a aussi été utilisé pour le Bugatti 100P, un avion de record conçu à la fin des années 1930 par l'ingénieur belge Louis de Monge en association avec Ettore Bugatti. L'arrivée de la guerre fit que cet avion - qui existe toujours - n'aura jamais volé. Après la guerre, l'avion, qui avait été démonté et caché en banlieue parisienne, fut finalement racheté par un Américain qui en convoitait essentiellement les moteurs Bugatti, pour les utiliser en course automobile. Le reste de l'avion est actuellement exposé à l'EAA AirVenture Museum, à Oshkosh dans le Wisconsin.
Une réplique moderne, la plus fidèle possible tant dans la forme que dans l'esprit, après des années de recherches, d'efforts et d'heures de travail, a décollé le 19 août 2015 à Tulsa, Oklahoma. Cet avion s'est malheureusement écrasé lors de son 3e vol de test, le 6 août 2016, à Burns Flat, Oklahoma. Le pilote, Scotty Wilson, a été tué dans l'accident.
L'effet Meredith a également inspiré le travail des américains au début des statoréacteurs en raison de la similitude des principes de fonctionnement.
Plus récemment, les Formule 1 ont atteint des vitesses suffisamment élevées pour que l'effet devienne significatif.
L'effet Meredith a été utilisé dans la conception, primée par le AIAA du Cratus, d'un avion de course réalisé en 2012 par une étudiante en aérospatiale de l'Université du Kansas, Samantha Schueler.